# 二丙酸雄烯二醇
二丙酸雄烯二醇（商品名有：Bisexovis、Bisexovister、Ginandrin、Stenandiol）或称为5-雄烯二醇-3β,17β-二丙酸酯（5-Androstenediol 3β,17β-dipropionate），分子式C25H38O4，是5-雄烯二醇的3β,17β两个位置羟基的丙酸酯。